# 丁杰
丁杰（1738年—1807年），原名锦鸿，字升衢，号小疋，浙江歸安人，清代小學和校勘學家。
乾隆四十六年（1781年）進士，官寧波府教授。精於《大戴禮記》，與盧文弨齊名，又與戴震、邵晉涵、程瑤田、桂馥等交游，曾助翁方綱纂修《四庫全書》。著有《周易鄭注後定》、《大戴禮記繹》、《漢隸字原考正》、《小酉山房文集》等。身後作品多散佚，《乾嘉群賢遺文小集》輯錄其文。

## 延伸阅读
[在维基数据编辑]
 《清史稿/卷481》，出自趙爾巽《清史稿》